# Emily Fanning
Emily Fanning (* 13. Juni 1995 in Timaru) ist eine ehemalige neuseeländische Tennisspielerin.

## Karriere
Fanning begann im Alter von fünf Jahren mit dem Tennissport und bevorzugt Sandplätze. Sie besuchte die Te Kura Correspondence School und spielte bereits in der U14-Auswahl für Neuseeland im Junior-Fed-Cup. Ihr erstes Profiturnier spielte sie im Oktober 2009 in Mount Gambier.
2011 erhielt sie für das WTA-Turnier in Auckland eine Wildcard für das Hauptfeld im Doppel, wo sie mit ihrer Landsfrau Leela Beattie antrat. Die Paarung verlor ihr Erstrundenmatch gegen Johanna Larsson und Jasmin Wöhr mit 2:6 und 3:6.
Bei den ASB Classic 2012 erhielt Fanning abermals eine Wildcard für die Qualifikation, wo sie in der ersten Runde mit 3:6 und 4:6 gegen Anne Keothavong verlor. Auch im Doppel verlor sie mit ihrer Partnerin Regina Kulikowa ihr Erstrundenmatch gegen Julia Görges und Flavia Pennetta mit 2:6 und 3:6. Ende August 2012 errang Fanning ihren ersten von bislang drei ITF-Titeln. Sie gewann mit ihrer Doppelpartnerin Anett Kontaveit das mit 10.000 US-Dollar dotierte Turnier in San Luis Potosi gegen die US-amerikanische Paarung Erin Clark und Elizabeth Ferris mit 6:0 und 6:3.
Seit 2013 hat Fanning 14 Partien für die neuseeländische Billie-Jean-King-Cup-Mannschaft bestritten, von denen sie 10 gewinnen konnte.
Fanning spielt seit der Saison 2013/14 für das Team Seminoles des Florida State College.
Ihr bislang letztes internationale Turnier spielte Fanning im Februar 2020. Sie wird daher nicht mehr in der Weltrangliste geführt.

## Turniersiege

### Doppel
| Nr. | Datum              | Turnier         | Kategorie   | Belag     | Partnerin       | Finalgegnerinnen              | Ergebnis          |
| --- | ------------------ | --------------- | ----------- | --------- | --------------- | ----------------------------- | ----------------- |
| 1.  | 26. August 2012    | San Luis Potosi | ITF 10.000  | Hartplatz | Anett Kontaveit | Erin Clark Elizabeth Ferris   | 6:0, 6:3          |
| 2.  | 21. September 2019 | Cairns          | ITF $25.000 | Hartplatz | Abbie Myers     | Maddison Inglis Asia Muhammad | 2:6, 7:62, [10:7] |
| 3.  | 15. Februar 2020   | Hamilton        | ITF $15.000 | Hartplatz | Erin Routliffe  | Sabastiani Leon Ng Man-ying   | 6:3, 6:1          |

## Persönliches
Emily ist die Tochter von Gay und John Fanning.

## Auszeichnungen
- New Zealand Junior Player der Jahre 2011 und 2012[1]
- South Canterbury Junior Sports Person of the Year (2007, 2009–10)[1]